# ابن زرقون
ابن زرقون (502 هـ /1109– 586 هـ/1190)، هو محمد بن سعيد بن أحمد بن سعيد، الأنصاري، أبو عبد الله، المعروف بابن زرقون. فقيه ومحدث أندلسي، ولد في شريش، واستقر بإشبيلية وبها مات. سمع أباه، وأبا عمران بن أبي تليد، وأبا القاسم بن الأبرش وأبو بكر بن الجد وغيرهم قال الذهبي. كان سيد الأندلس في وقته. ولي قضاء سبته، فحمت سيرته ونزاهته، وكان أحد سروات الرجال، حافظاً للفقه مبرزًا فيه، وكان الناس يرحلون إليه للأخذ عنه والسماع منه لعلو روايته.
من أثاره: كتاب الأنوار جمع فيه المنتقي والاستذكار، وكتاب جمع فيه بين منصف الترمذي وسنن أبي داود).

## مؤلفاته
ولأبي الحسين كتاب «فقه حديث بريرة» وكتاب «قطب الشريعة». روى عنه عدد كثير. [ ص: 312 ]